# サロン・ド・プランタン賞
サロン・ド・プランタン賞（サロン・ド・プランタンしょう）は、東京芸術大学美術学部における卒業作品の中で、教授会が推薦した優秀作品に対して授与される賞。

## 概要
1947年頃から日本に駐在していた、ベルギー国代理大使（総領事）シュバリエ氏の夫人を中心とした外交官夫人などの美術愛好家グループが、若い芸術家の創作活動を支援するため資金を集め、パリのサロン・ドートンヌにならって、東京にサロン・ド・プランタンを創始した。その展覧会の入賞者に対してサロン・ド・プランタン賞を与えていた。
このグループの活動は、1954年頃まで続き、シュバリエ夫人の帰国を機として解散することになり、その資金を財団法人西欧学芸研究所（理事長上野直昭）に寄託し、以後の支援活動について同研究所に引き継いだ。西欧学芸研究所はこの基金で、東京藝術大学美術学部卒業作品の中から美術学部教授会が推薦した優秀作品に対して、賞状と記念品を授与して表彰してきた。その後、資金が無くなった時点で賞の存続が検討され、同大学の優秀賞としてサロン・ド・プランタン賞を継続することとなり、今日に至っている。